# L'anarchia della ragione
L'anarchia della ragione è il terzo album in studio del cantautore italiano Leonardo Veronesi, pubblicato il 29 giugno 2013 dall'etichetta Jaywork.
Testi e musiche sono state realizzate da Leonardo, con la collaborazione straordinaria di Giuseppe Di Marco per il singolo Da domani e Nicola Scarpante per Fantasmi e Mina vagante.

## Tracce
1. L'anarchia della ragione – 2:55
2. Da domani – 3:28 (testo: Giuseppe Di Marco – musica: Leonardo Veronesi)
3. Fantasmi – 3:17 (testo: Leonardo Veronesi – musica: Leonardo Veronesi e Nicola Scarpante)
4. Il portacenere – 3:22
5. Questo amore – 3:25
6. La multa – 3:28
7. Segreti – 3:48
8. Il vicino – 3:17
9. Immagini – 3:35
10. Il faccendiere – 3:31
11. L'equivoco – 3:19
12. Mina vagante – 3:41 (testo: Leonardo Veronesi – musica: Nicola Scarpante)
13. L'anarchia della ragione (acoustic version) – 2:51

Durata totale: 43:57